# Doutzen Kroes

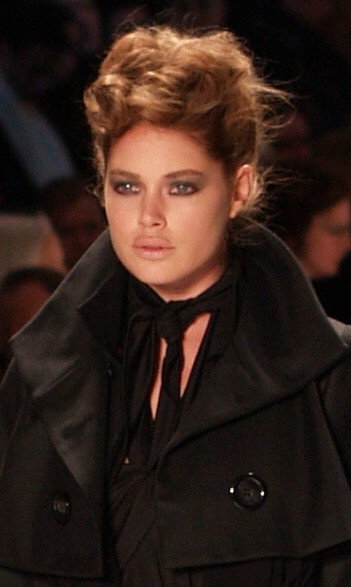

Doutzen Kroes (Gytsjerk, 23 de janeiro de 1985) é uma supermodelo holandesa, mais conhecida por ter sido uma das Angels da Victoria´s Secret.

## Carreira
Doutzen Kroes é agenciada pela "Yes Model Management". Foi capa de revistas como Time, Vogue, Harper's Bazaar e Numero, entre outras. Aparece regularmente no catálogo da marca Victoria's Secret e participou de seus desfiles de 2005, 2006, 2008, 2009, 2011, 2012 , 2013 e 2014. Kroes trabalhou em campanhas para a Gucci, Calvin Klein, Tommy Hilfiger, Escada, Dolce & Gabbana, Valentino e Versace.
Em 2005 é eleita "Modelo do Ano", por internautas da Vogue.com. Kroes é garota propaganda para o perfume de Calvin Klein, "Eternity", em agosto de 2005. Em abril de 2006, assina um contrato de três anos com a L'Oréal.
Em maio de 2007 aparece na capa da revista Vogue Americana ao lado de Caroline Trentini, Jessica Stam, Raquel Zimmermann, Sasha Pivovarova, Agyness Deyn, Coco Rocha, Hilary Rhoda, Chanel Iman e Lily Donaldson, citadas como a nova geração de supermodelos.
Em 2008, é declarada a nova Angel da marca Victoria's Secret.
Participou na campanha official Frisian provincial para a linguagem Frisian , sua língua nativa.
No final de agosto de 2008, Victoria Secret confirma para a People Magazine que Kroes é a mais nova Angel da grife. Sua primeira campanha como a mais nova Angel da marca foi "Obsession Supermodel". Em setembro de 2009, assina para ser o novo rosto da marca Suíça Repeat Cashmere por dois anos.
Existe uma figura de cera de Kroes em Amesterdã, no museu de cera Madame Tussaud.
De novembro de 2009 a julho de 2010, escreve uma coluna mensal sobre sua vida para a edição holandesa da "Marie Claire".
Atualmente, ela tem um contrato com a DNA Model Management.
Em fevereiro de 2010, Kroes volta à passarela durante a semana de moda. Desfila para a grife Prada com as colegas Angels Alessandra Ambrosio e Miranda Kerr. Foi elogiada pelo ex-editor-chefe da Glamour, Cosmopolitan e Marie Claire, Bonnie Fuller.
Desde 2011 Kroes faz grandes campanhas para a L'Oreal e a Tiffany & Co.
A modelo é o rosto do novo perfume da casa Calvin Klein. Reveal é a fragância que a modelo holandesa representa. O perfume foi previsto para sair em Setembro de 2014.

### Faturamento
Segundo a revista Forbes, Doutzen Kroes foi, em 2006, a 14ª modelo mais bem paga do mundo, com ganhos estimados em 1,5 milhões de dólares. Em 2007, 2008 e 2009 foi a 5ª mais bem paga, com 6 milhões de dólares de ganhos anuais. Já em 2014 foi a 2ª modelo mais bem paga com 8 milhões de dólares anuais.

## Vida pessoal
Kroes é casada com o DJ holandês Sunnery James Gorré. O casal tem um filho, Phyllon Joy Gorré, nascido em 21 de janeiro de 2011, e uma filha, Myllena Mae, nascida em 30 de julho de 2014.
Durante a pandemia de COVID-19, Kroes espalhou teorias da conspiração sobre o processo de vacinação. Em setembro de 2021, Kroes gerou polémica ao revelar o seu ponto de vista relativo à vacinação, manifestamente contra, através do Instagram, afirmando que "não seria forçada a tomar a vacina", em referência à vacina COVID-19.
Em novembro de 2021, Kroes compartilhou um vídeo na sua conta do Instagram a afirmar que as vacinas COVID-19 eram parte de uma conspiração de “satanistas” para “reduzir a população global”. Numa contestação que foi comum entre modelos, Kroes foi defendida por vários nomes em comentários nas suas publicações, como Candice Swanepoel, Jason Morgan (cujo Instagram foi banido), Manuel Custódia, Amber Valletta ou ainda Mohammed Al Turki. Kroes, cujo património líquido é estimado pela Quote em 29 milhões de euros, também foi criticada por solicitar uma compensação governamental pela perda de rendimentos devido à COVID-19, ao mesmo tempo que partilhava pensamentos considerados desinformação sobre a pandemia.